# Prawle Point
Prawle Point är en udde i Storbritannien.   Den ligger i grevskapet Devon och riksdelen England, i den södra delen av landet, 290 km sydväst om huvudstaden London.
Terrängen inåt land är platt. Havet är nära Prawle Point söderut.  Närmaste större samhälle är Kingsbridge, 9,9 km norr om Prawle Point. 